# Karačajevský kůň
Karačajevský kůň (někdy zmiňovaný jako Karačájevský) je horské jezdecké plemeno koní ze severního Kavkazu, z oblasti v okolí pramene řeky Kubáň ve vysokohorském Karačajsku. Plemeno bylo vyšlechtěno zkvalitněním místních koní orientálními hřebci. Chov probíhal ve dvou oddělených liniích – karačajevská a kabardinská, jak dokládá první díl plemenné knihy založené roku 1935. 
Jedná se o plemeno využívané k účelům jezdeckým a tažným, s výjimečnou odolností vůči výkyvům teplot i vlhkosti, chované na chudých pastvinách v oblastech hor s členitým a těžkým terénem.

## Charakteristika plemene
Podle klasifikace plemen koní, kterou navrhl Kalinin (ve spoluautorství s prof. G. Chitenkovem a dalšími) v roce 1939, patřili karačajevští koně do smíšené skupiny (jižní a severní), přechodného, rychlého typu jezdeckých koní.
Podle klasifikace profesora V. O. Witta patřil karačajevský kůň do skupiny širokonosých mongolských plemen. Karačajevští koně jsou nenároční, neobyčejně výkonní a vyznačují se dobrou koordinací, silnou konstitucí, odolností vůči různým nemocem a vytrvalostí. Karačajevští koně byli schopni vykonávat dlouhé přesuny v kteroukoli denní dobu, po kamenech a cestách, „v největším chladu a největším horku“. Silná kopytní rohovina „se neopotřebovává ani tam, kde ocelové podkovy neobstojí“.
Charakteristickým rysem moderních karačajevských koní je velmi „měkký a aktivní krok“, při němž kůň dosahuje rychlosti až 12 kilometrů za hodinu.

## Historie chovu
„Prvotním chovatelským záměrem bylo vyšlechtění rychlých, vytrvalých koní, kteří jsou ochotní, nenároční na ošetřování a dovedou se pohybovat v nejtěžších horských terénech. Všechny tyto vlastnosti byly diktovány širokým využitím v armádě, při ochraně hranic, ale i při práci v zemědělství. 
Tihle koně žijí ve vysokých nadmořských výškách. Přes zimu je svedou na základnu kolem 1500 m n. m., ale přes léto jsou běžně ve 3000–3500 metrech. Každý hřebec má stádo 15–20 kobyl. Na podzim přijedou a spočítají hříbata pod matkami a ocejchují je. Nikdo se o ně celou dobu nestará. Musí se ubránit vlkům, musí se o sebe postarat v těch nejtěžších klimatických podmínkách.“, uvádí Josef Entlich, zakladatel chovu karačajevských koní v ČR v rozhovoru pro časopisu Horseman.
„Na počátku chovu plemen karačajevských a kabardinských stojí z převážné části krev karačajevská. Po dobu společné historie se v chovu uplatnilo 90 karačajevských a pouze 3 kabardinští hřebci. To způsobilo, že v současnosti je podíl karačajevské krve u kabardinců více než 15 %, zatímco krev kabardinců u karačájevských koní necelá 2 %.“

## Linie hřebců

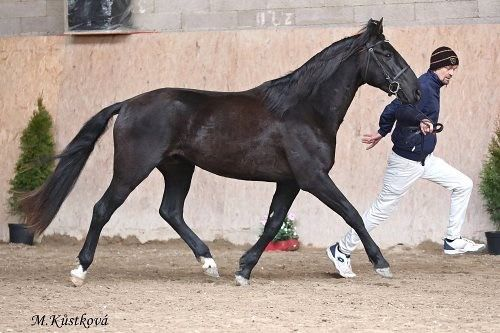
Plemenný hřebec Amor (po Azimut) z chovu Karačájevský Dvůr, Chřebřany, majitelka Simona Holub Entlich.

Koncem 20. let 20. století byly založeny genealogické linie hřebců, které byly dále rozvíjeny. Jednou z nejvýznamnějších byla linie černého hřebce Dausuze. Jeho potomci se vyznačovali silnou konstitucí, mohutností, vysokou plodností a univerzální výkonností. Později, v padesátých letech, s využitím dvou nových hřebců, prostřednictvím původního křížení, vznikly další linie samců: 166 Zaloga a 79 Arsenal, kteří úspěšně rozšířili plemenný genofond. Jednou z nejcennějších linií byli potomci černého anglo-karačajevského hřebce Louvre. Koně této linie završili formování genealogické struktury karačajevského plemene.
Do České republiky byli v roce 2004/5 importováni 3 hřebci z Malokaračajevského hřebčína – Gdaňsk, Azimut a Ghélios. Gdaňsk a Azimut vytvořili základ chovu a jejich potomci jsou uvedeni v VI. dílu plemenné knihy vedené na Moskevské univerzitě. 
Téměř po dvaceti letech byli z Karačajevsko-Čerkeska dovezeni 3 noví nepříbuzní plemeníci - Ichsan 11 (Karat), Ljachiv 7 a Orchan 4. Roku 2023 tak došlo po dlouhých letech k omlazení krve karačajevců v českém chovu.

## Karačajevské klisny
Cennou vlastností plemene Karačajevský kůň je vysoká plodnost klisen. Dle údajů hřebčína a odchovu Karačajsko-čerkesské republiky byla míra reprodukce klisen přibližně: březost 86–92 %, porod 83–89 %. Karačajevští koně mají relativně pozdní zralost a vyznačují se dlouhověkostí. Mnoho hřebců a klisen je využíváno v chovu do věku 22–25 let, i více.
Karačajevské klisny jsou též kříženy s plnokrevnými hřebci. Koně anglo-karačajevští jsou rychlejší, větší, mají korektnější exteriér, dobrou kvalitu pohybu, ale zároveň si zachovávají silnou konstituci. Mají silné končetiny a jsou relativně nenároční na podmínky chovu. Jsou úspěšní v parkurovém skákání, všestrannosti a steeple chase.

## Exteriér koně

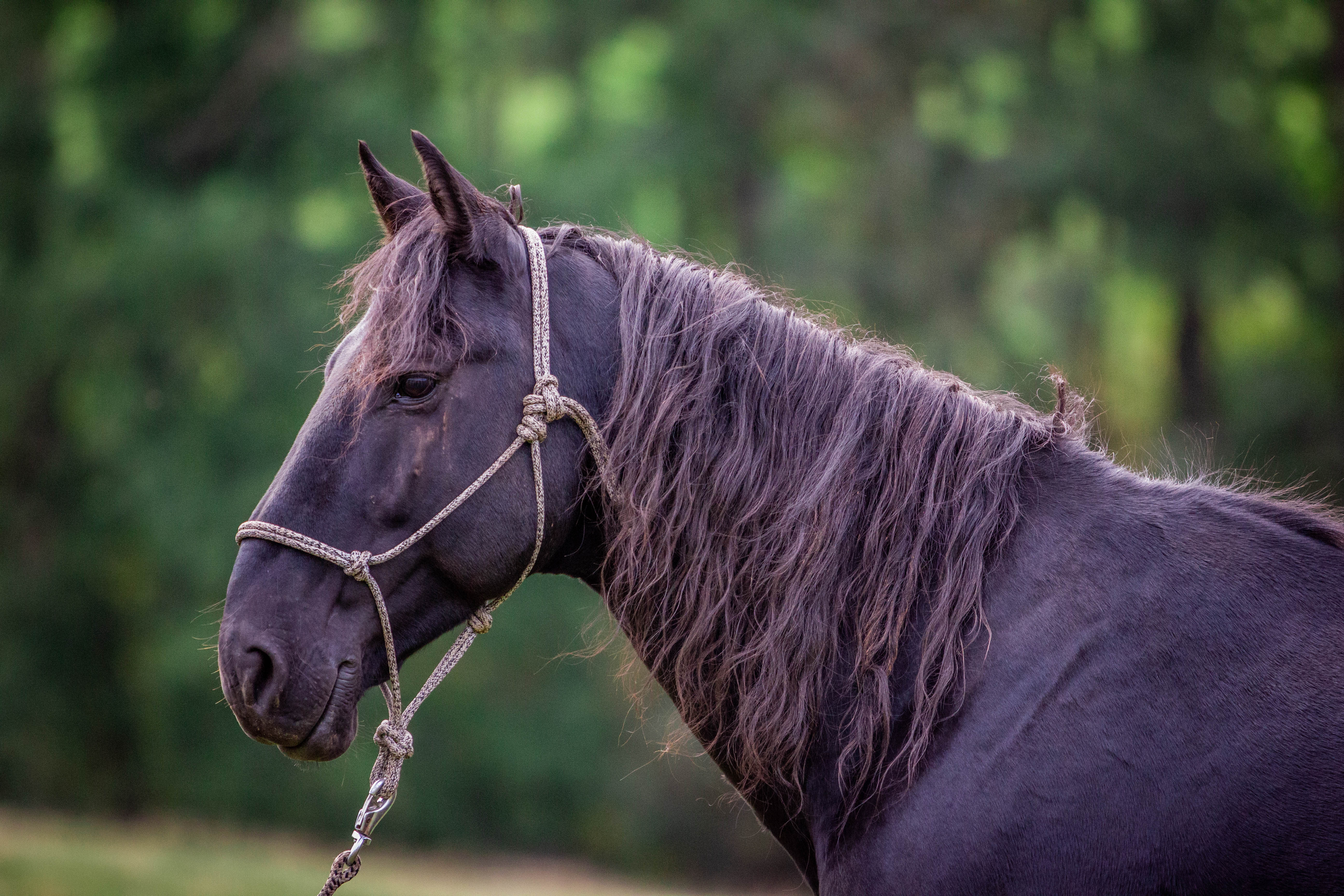
Plemenný hřebec Ichsan 11 (po Karakus), z chovu T. Kh. Gochiyaeva, oblast Zelenčukskaja, Karačajevsko-Čerkesko, Rusko. Nyní působí na českém Ranči Vlkovsko.

Karačajevský kůň má dlouhou hlavu, často klabonosou, hbité, ostražité uši a dobře vyvinuté hmatové vousy. Karačajevští koně mají střední dlouhý a dobře osvalený krk, relativně rovné plece a nízký kohoutek. Hříva a ocas bývá dlouhý a hustý, tělo je silné a rovné. Končetiny jsou také silné s obecně dobrými klouby i kostmi a krátkými, silnými hlezny. Zadní nohy mají občas sklon k šavlovitému postoji, což je typické pro horská plemena. Karačajevští koně jsou černí nebo černohnědí a obvykle nemají žádné bílé znaky. Větší bílé znaky na hlavě koně nejsou vítány. 
Dorůstají do kohoutkové výšky asi 160 cm.